# Diego Valadés
Diego Valadés of (Latijn) Didacus Valdes (waarschijnlijk Villanueva de Barcarrota in Spanje, eerder werd aangenomen Tlaxcala in Mexico, 1533 – Italië, ca. 1582) was een missionaris in Nieuw-Spanje (het tegenwoordige Mexico) en lid van de franciscanen. Hij was een leerling van Peter van Gent, was als missionaris werkzaam onder de Chichimeken en werd overste van het klooster in Tlaxcala.
In 1570 reisde hij naar Rome, waar hij zijn belangrijkste werk, Rhetorica christiana uit 1579, zou schrijven. Het is een belangrijke historische bron over de beschaving van de Azteken en andere inheemse volkeren. Hoewel Valadés onder andere mensenoffers beschrijft, prijst hij ook het niveau van de inheemse beschaving.